# Draper (Wisconsin)
Draper es un pueblo ubicado en el condado de Sawyer en el estado estadounidense de Wisconsin. En el Censo de 2010 tenía una población de 204 habitantes y una densidad poblacional de 0,57 personas por km².

## Geografía
Draper se encuentra ubicado en las coordenadas 45°54′59″N 90°48′7″O / 45.91639, -90.80194. Según la Oficina del Censo de los Estados Unidos, Draper tiene una superficie total de 358.11 km², de la cual 352.81 km² corresponden a tierra firme y (1.48%) 5.29 km² es agua.

## Demografía
Según el censo de 2010, había 204 personas residiendo en Draper. La densidad de población era de 0,57 hab./km². De los 204 habitantes, Draper estaba compuesto por el 96.57% blancos, el 0% eran afroamericanos, el 1.47% eran amerindios, el 0% eran asiáticos, el 0% eran isleños del Pacífico, el 0% eran de otras razas y el 1.96% pertenecían a dos o más razas. Del total de la población el 0% eran hispanos o latinos de cualquier raza.